# Melina Martello
Maria Angela Amelia Martello (Milano, 1941), más conocida por su seudónimo Melina Martello, es una actriz, modelo, cantante y actriz de voz italiana.

## Filmografía

### Cine
- Una storia milanese, de Eriprando Visconti (1962)
- Ti adoro!, de Gianfranco Albano (2009)

### Actriz de voz
- Es la voz italiana de Diane Keaton y Mia Farrow.
- Catherine Spaak en Il sorpasso